# ترور (فیلم ۱۹۸۷)
«ترور» (انگلیسی: Assassination) فیلمی در ژانر تریلر سیاسی به کارگردانی پیتر آر. هانت است که در سال ۱۹۸۷ منتشر شد.

## بازیگران
- چارلز برانسون
- جیل ایرلند
- جیمز اچیسون
- لری سلرز
- استیون الیوت
- مایکل آنسارا
- رندی بروکس
- ویلیام پرینس